# Yahoo!メール
Yahoo!メール（ヤフーメール、Yahoo! Mail）は、アメリカのYahoo!が1997年から始めたフリーメールサービス。POP/IMAPのみならず、パソコンや携帯電話、スマートフォンなどでも使用可能（一部機能に制限あり〈後述〉）なWebメール形式を採用している。以下、主に日本向けのYahoo! JAPANのものについて記載する。

## 概要
Yahoo! MailはYmailの愛称で提供されている国もあり、ドメインはyahoo.comまたはymail.comとなる。

### 機能
パソコン、携帯電話向けのページがそれぞれ用意されているが、携帯電話から利用できる機能はパソコンに比べ少なくなっている。また、携帯電話からもメールの閲覧、送信、設定の変更などの一部の機能が利用できるアプリケーションが公開されている。
メールはテキスト形式、HTML形式ともに送信可能で、Web上でHTMLメールを簡単に編集し、送信ができるエディターの機能がある。HTML形式で送信するときにはYahoo!メールオリジナルの背景画像や顔のイラストを挿入することができる。
メール転送機能を利用する事もでき、ほかのメールアドレス（1か所）へ自動転送することができる。
スパムメールを自動的にフィルタリングする「迷惑メールフィルター」が標準利用でき、セキュリティーパック購入者・Yahoo! BB会員はさらに機能の多い学習型の「迷惑メールフィルタープラス」を利用できる。HTMLメールの画像を表示させない「イメージブロック」設定では、迷惑メールフォルダ内のメールのみを対象にすることもできる。なお、迷惑メールフィルターが不要の場合は、設定で解除する事が可能になっている。
「Yahoo! アドレスブック」から、登録してあるメールアドレスなどの情報を呼び出して利用することができる。
送受信したメールは、ZIP形式でパソコンに保存（ダウンロード）できる。これは、ダウンロードしたいメールが入っているフォルダや送受信した日付の期間を指定するなど、対象メールを検索しておこなえる。
POP、IMAPやSMTPを利用してパソコンやスマートフォン等のメールアプリケーションから利用することも可能である（メール広告の「Yahoo!デリバー」に登録する必要がある）。POPアクセスのオプションは多く用意されており、「迷惑メールフォルダのメールを受信しない」、「件名に[spam]と追記して受信する」、「迷惑メールフォルダを含むすべてのメールを受信する」のいずれかを選ぶ事ができる。
メールボックス容量は2011年12月より無料会員は10GB、Yahoo!プレミアム会員・Yahoo! BB会員・セキュリティーパック購入者は容量無制限に順次変更されている。
なお、6か月以上Yahoo!メールにブラウザやメーラーからアクセスがなかった場合、メールボックスに保存されている全てのメールとオプション設定が削除されることがある。IDやメールアドレスが削除されることはない。
セキュリティ向上・迷惑メール抑制のため「セーフティアドレス」機能がある。本来のメールアドレスとは無関係な文字列（ここでは○○○とする）を設定すると、それを元にした最大10個のアドレス（○○○-△△△@yahoo.co.jp、○○○-×××@yahoo.co.jp、…）をエイリアスとして取得できる。
Webメールのページに表示されるインタレストマッチ広告について、2012年8月1日からメールの内容を機械的に解析した結果を反映させることを発表した。Gmailと同様、機械的に解析されるためプライバシーを侵害しないと主張している。標準では有効になっており、ユーザー側の設定で無効にすることもできる。

### 追加で利用できる有料サービス
- 「ウイルスチェックサービス」（Webページの広告も除去）※送信メールに添付するファイルのウイルスチェックは無料
- 「セキュリティーパック」（上記に迷惑メールフィルターの強化版をセット）
- 「マイネームアドレス」（○○○@△△△.name のように@の前後の文字列を任意に設定できる）

### 技術的仕様
テキスト形式のメールの文字コードはISO-2022-JPで、エンコード方式は、text/plainである。添付ファイルはエンコード後のファイルサイズの合計で、最大20MB、個数で5つのどちらか少ない方が上限となる。添付ファイルのエンコード方式はBASE64である。
メールサーバーは送受信ともESMTPには対応していない。IMAPプロトコルでの受信は従来不可能であったが、スマートフォンなどのモバイル端末向けに、2011年頃より順次サービス提供が開始されている。

## 日本
日本ではLINEヤフー（Yahoo! JAPAN）が提供している。日本版は1999年1月に開始。ドメインは（Yahoo! JAPAN IDなど）@yahoo.co.jpと、後日追加された（任意の文字列）@ymail.ne.jp。
2005年11月から、全利用者を対象に無料でメールアドレスの変更が可能となり、2006年6月から7月にかけて大幅リニューアル（機能・容量・速度の向上）が行われた。2008年初頭より教育機関向けWebメールシステム「Yahoo!メール Academic Edition」をリリースし、早稲田大学や中部学院大学など、導入教育機関を増やしつつある。同年、日本でのWebブラウザを利用したWebメール利用者数調査では第1位を獲得した。
2008年4月、「メールサーバーのソフトウェアの不具合により、受信メールに他人の通信のヘッダー情報（送信日時、送信元メールアドレス、あて先メールアドレス、件名、経路情報）が追加して表示された」ことを理由に行政指導を受けている。
2014年9月30日、社内のハードウェアトラブルにより日本国内で大規模なシステム障害が発生し、約8%のユーザーがアクセスできなくなった。このシステム障害は9月30日の午前9時過ぎに発生し、10月3日再開と予告されたが、10月4日の午前7時頃まで及んだ。一部データが（復旧できず）破損する被害を受けたユーザーもいた。
さらに、2015年8月28日に発生したシステム障害により約260万IDに送られたメールの一部消失が発生。復旧を試みたが、復旧出来なかった約97万IDに送られた約258万通のメールが消失した。
2022年2月1日、ヤフーは同年4月6日から欧州連合（EU）加盟国とイギリスにおいて、Yahoo! JAPANのサービスが利用不可になることに伴い、これらの国ではメールアドレスの新規取得やアドレスの変更が出来なくなることを発表した。
同年3月1日、ヤフーメールの新ドメインとして「@ymail.ne.jp」が提供された。これにより、シンプルで覚えやすい希望メールアドレスの取得が容易になり、就職や進学の際のメールアドレス取得に最適だとしている。

## 中国
ヤフーは2013年に中国での電子メールのサービス提供を終了させた。その際、ヤフーは提携している阿里巴巴集団（アリババグループ）の電子メールサービス「阿里雲郵（アリメール）」への移行を勧めている。なお、2015年にヤフーは中国での事業から完全に撤退した。